# Breve storia della macchina fotografica
Breve storia della macchina fotografica (A Brief History of the Camera) è un saggio sulla storia delle macchine fotografiche (e dei suoi antenati) del 1980 di John Wade con un capitolo sulle macchine costruite in Italia di Marco Antonetto.
Il volume narra l'evoluzione delle tecniche per "copiare" la natura dal primo disegno di camera oscura di Gemma Frisius del 1545 passando per le evoluzioni e le contaminazioni chimiche del XIX secolo per fissare l'immagine su carta fino ad arrivare alle macchine fotografiche più moderne quando il libro venne stampato.
Lo stesso editore Cesco Ciapanna scrisse poche righe nella quarta pagina di copertina: "La storia della fotografia è sostanzialmente la storia della tecnica fotografica. [...] L'importanza dello strumento per la presa delle fotografie è grandissima, ed è sorprendente come questo strumento esistesse già molto tempo prima che qualcuno inventasse il modo di registrare quelle immagini che esso pazientemente fabbricava".
Wade è stato direttore della rivista britannica Photography per sette anni prima di diventare scrittore e fotografo freelance. Ha scritto e illustrato numerosi articoli sulla storia della macchina fotografica per riviste fotografiche in Inghilterra, USA e Australia e ha contribuito ad approfondire  con i suoi scritti in più di 30 libri la storia della fotografia.
Antonetto è un collezionista di fotografie d'epoca tra i più importanti d'Italia e un gallerista presso la galleria Photographica FineArt di Lugano.

## Edizioni
- John Wade, A short history of the camera, Londra, Argus Books, 1979, ISBN 978-0852426401.
- John Wade, Breve storia della fotografia, Roma, Cesco Ciapanna, 1980.